# Liderul suprem al Iranului
Liderul suprem al Iranului, denumit și lider suprem al Revoluției Islamice este șeful statului și cea mai înaltă autoritate politică și religioasă din Iran (deasupra președintelui). Forțele armate, sistemul judiciar, radioul, televiziunea de stat și alte organizații guvernamentale sunt subordonate liderului suprem. Conform constituției, liderul suprem conturează politicile generale ale Republicii Islamice (articolul 110) și supraveghează puterea legislativă, sistemul judiciar și executivul (articolul 57). Actualul deținător pe viață al funcției, Ali Khamenei, a emis decrete și a luat decizii finale privind economia, mediul înconjurător, politica externă, educația, planificarea națională și alte aspecte ale guvernării în Iran.
Funcția a fost stabilită prin Constituția Iranului în 1979. În calitate de Jurist Gardian, liderul suprem ghidează țara. Conform constituției (articolul 111), Adunarea Experților are sarcina de a alege, supraveghea și demite liderul suprem. În istoria sa, Republica Islamică Iran a avut doar doi lideri supremi: Khomeini, care a deținut funcția din 1979 până la moartea sa în 1989, și Ali Khamenei, care deține funcția de peste 35 de ani, de la moartea lui Khomeini.

## Lista liderilor supremi
| Nr. | Nume              | Data începerii mandatului | Data încheierii mandatului | Durata mandatului | Notă                                                                           |
| --- | ----------------- | ------------------------- | -------------------------- | ----------------- | ------------------------------------------------------------------------------ |
| 1   | Ruhollah Khomeini | 3 decembrie 1979          | 3 iunie 1989               | 9 ani, 182 zile   | Lider al Revoluției Iraniene din 1979 și fondator al Republicii Islamice Iran. |
| 2   | Ali Khamenei      | 3 iunie 1989              | Deținător actual           | 36 ani, 75 zile   | Anterior a fost președinte al Iranului din 1981 până la moartea lui Khomeini.  |